# لكزس اتش اس
لكزس اتش اس (بالإنجليزية: Lexus HS)‏هي سيارة تم إنتاجها من قبل شركة لكزس .